# Атанас Бадев
Атанас Георгиев Бадев е български композитор, хоров диригент и учител по музика, фолклорист и музикален теоретик от Македония. Един от първите български професионални музиканти, първият със солидно общо и специално образование.

## Биография
Роден е в 1860 година в Прилеп, тогава в Османската империя. Учи при Коте Пазов, а после при псалт Георги Смичков в родния си град. По съвет на Йосиф Ковачев семейството му го изпраща да учи в Солунската българска мъжка гимназия, продължава средното си образование в Първа софийска мъжка гимназия. През 1879 или 1880 година Бадев, който е ученик в София, организира през ваканцията си църковно-училищен хор в Прилеп. Хорът се състои първоначално от четирима певци – алт, дискант, тенор и басист. След това съставът се разширява, участват и църковни певци, достига до 50 – 60 души.
Атанас Бадев завършва Първа софийска гимназия в 1884 година. След Съединението през 1885 година Бадев осъжда БТЦРК, както и самото Съединение, понеже смята, че трябва първо Македония да се присъедини към Източна Румелия и после да се мисли за обединение с Княжество България. При избухването на Сръбско-българската война е доброволец в Ученическия легион.
През учебната 1886/1887 година е учител в родния си град Прилеп, където преподава пеене и поставя певческия хор на солидна основа.
Следва математика в Одеския университет. По-късно учи музика в Москва и в Придворната певческа школа в Санкт Петербург, като там преподаватели са му няколко велики композитори като Милий Балакирев и Николай Римски-Корсаков (1886 – 1890). През 1888 и 1889 година за обучението на Бадев в Петербург от българския бюджет са отпуснати по 300 лева парична помощ. Завършва в 1892 година.
Учителства в българската девическа гимназия в Солун, в Русе, Самоков и Кюстендил. Диригент е на училищни и църковни хорове. При него учи музика Йосиф Чешмеджиев. Автор е на черковни песнопения и детски песни. Отделно от своите хорови адаптации на народни и детски песни Бадев е също композитор на „Литургията на св. Йоан Златоуст“ (за първи път публикувана в Лайпциг през 1898 г.). През 1904 г. Атанас Бадев изнася пред Втория конгрес на учителите по музика в София доклад за ритмиката и метриката на българските народни песни.
В Научния архив на БАН се съхранява личен фонд на Атанас Бадев (ф. 197К, оп. 1).
Женен е за Мария Бадева. Синът им, Петър, през Първата световна война загива на фронта като офицер, в 8-и пехотен полк.